# Milánská univerzita
Milánská univerzita (italsky Università degli Studi di Milano, latinsky Universitas Studiorum Mediolanensis), známá pod zkratkou UniMi nebo Statale, je veřejná výzkumná univerzita v Miláně. Je jednou z největších univerzit v Evropě, studuje na ní přibližně 60 000 studentů a pracuje na ní přibližně 2 000 stálých pedagogických a výzkumných pracovníků.
Nabízí 140 bakalářských a magisterských studijních programů. Výzkumná a pedagogická činnost univerzity se v průběhu let rozrostla a získala významná mezinárodní uznání.
Je jediným italským členem Ligy evropských výzkumných univerzit (LERU), skupiny jednadvaceti evropských univerzit zaměřených na výzkum. Trvale se umisťuje na prvním místě v Itálii (ARWU), kde se o toto místo dělí s Univerzitou v Pise a římskou Univerzitou La Sapienza, a patří také mezi nejlepší italské univerzity, a to jak celkově, tak v konkrétních oborech v jiných žebříčcích.

## Významní absolventi
- Riccardo Giacconi – nositel Nobelovy ceny za fyziku (2002) a Wolfovy ceny za fyziku (1987)
- Enrico Bombieri – nositel Fieldsovy medaile (1974)
- Fabiola Gianotti – dvojnásobná generální ředitelka CERNu
- Silvio Berlusconi – čtyřnásobný bývalý italský premiér a předseda Evropské rady
- Bettino Craxi – bývalý italský premiér a předseda Evropské rady
- Marta Cartabia – bývalá předsedkyně Ústavního soudu
- Valerio Onida – bývalý předseda Ústavního soudu
- Enzo Jannacci – písničkář, klavírista, herec a komik
- Giorgio Gaber – písničkář, klavírista, herec a komik
- Giorgio Armani – módní návrhář
- Claudio Descalzi – výkonný ředitel Eni
- Antonio Di Pietro – ministr a prokurátor v protikorupční akci Mani pulite
- Miuccia Prada – módní návrhářka
- Umberto Veronesi – onkolog a bývalý ministr zdravotnictví
- Gino Strada – lékař, aktivista a zakladatel organizace Emergency
- Marco Bersanelli – astrofyzik, nositel Gruberovy ceny za kosmologii (2006)